# Gerda Conzetti
Gerda Conzetti ist eine ehemalige Schweizer Fernseh-Moderatorin und Buchautorin. Sie wurde in den 1970er Jahren und zu Beginn der 1980er Jahre bekannt durch die Kindersendung "Basteln mit Gerda Conzetti".

## Leben
Gerda Conzetti war Primarlehrerin und lebt im Raum Basel. Sie war in den 1970er Jahren im Kanton Basel-Landschaft politisch aktiv, was sich in Form verschiedener Postulate und Motionen niederschlug.

## Sendung "Basteln mit Gerda Conzetti"
Die Sendung "Basteln mit Gerda Conzetti" beinhaltete einfache Bastelanleitungen, und diese beruhten meist auf leicht verfügbaren Materialien. Zielgruppe waren Kinder von etwa 7 bis 12 Jahren. Nach heutigen Massstäben verliefen die Sendungen sehr ruhig, ohne Kameraschwenks und fast ohne Schnitte. Warteprozesse (zum Beispiel das Trocknen des Leims) überbrückte Gerda Conzetti häufig mit vorbereiteten Zwischenschritten und der typischen Anmoderation "I ha scho öppis vorbereitet".

## Rezeption
Da es in den 1970er Jahren und zu Beginn der 1980er Jahre im Schweizer Fernsehen nur wenige Kindersendungen zur Auswahl gab, prägte die Sendung "Basteln mit Gerda Conzetti" eine ganze Generation nachhaltig.
Die Sendung hat Gerda Conzetti den Beinamen "Basteltante der Nation" eingetragen.
Gelegentlich wird der Name der Sendung "Basteln mit Gerda Conzetti" in der Deutschschweiz disqualifizierend für unprofessionelles Arbeiten verwendet, nicht nur im Bastelbereich selber.

## Werke
- Wir alle basteln mit Gerda Conzetti: Mit Pflanzen und Beeren, mit der Schere, mit dem Pinsel, mit der Laubsäge, mit Ton und anderes Lustiges (1965). Ex Libris Verlag, Zürich.
- Wir basteln mit Gerda Conzetti. 7x7 Geschenke (1968). Ex Libris Verlag, Zürich.
- Mit Muscheln und Steinen (1973). Buri Druck AG, Bern.
- Ostereier sammeln und gestalten (1975). Hallwag Verlag Bern. ISBN 3-444-50118-8.
- Tischdekorationen (1977). Hallwag, Bern. ISBN 3-444-50074-2.
- Ostereierpoesie. 366 Sprüche aus alter und neuer Zeit (1979). Zürich, Sanssouci.
- Näwedra. Bräuche und Begegnungen im Elsass (1983). Pharos-Verlag, Basel. ISBN 3-7230-0216-1.
- Elsässer Driwele – Streifzüge durchs Elsass und die Elsässer Küche (1984). Gute Schriften Verlag, Basel. ISBN 3-7185-0046-9.
- Unsers Johr im Elsass : bonjour binand (1987). Müller Rüschlikon. ISBN 978-3-275-00920-6.